# Costa Rica ved sommer-OL 1988
Costa Rica deltog ved Sommer-OL 1988 i Seoul. 

## Medaljevindere

### Sølv
- Silvia Poll — Svømning, 200 meter fri, damer

1. ↑  Navnet er anført på engelsk og stammer fra Wikidata hvor navnet endnu ikke findes på dansk.